# Дермонкур, Поль Фердинан Станислас
Поль Фердинан Станислас Дермонкур (фр. Paul Ferdinand Stanislas Dermoncourt; 1771—1847) — французский военный деятель, бригадный генерал (1813 год), барон (1808 год), участник революционных и наполеоновских войн.

## Биография
Родился в семье мельника Шарля-Николя Дермонкура (фр. Charles-Nicolas Dermoncourt; 1741—1827) и его супруги Жанны Дюге (фр. Jeanne Duguet; 1745—). В 1789 году участвовал в штурме Бастилии и сразу же присоединился к роте Одьо (район Бют-Сен-Рош) гренадеров Национальной гвардии Парижа. 4 сентября 1791 года записался добровольцем в 3-й батальон волонтёров департамента Эна. Сражался в рядах Северной армии, отличился при Кьеврене. В том же году отплыл из Лорьяна на Мартинику в составе экспедиции генерала Рошамбо на Антильские острова, служил на Санто-Доминго. В ноябре 1792 года во главе своей роты, из-за отсутствия всех офицеров, страдающих лихорадкой, он захватил Морн Пеле, удерживаемый туземцами, и разбил их. 28 декабря 1792 года был произведён в капитаны. Вскоре Поль сам заразился лихорадкой, которая опустошала ряды колонистов. 1 октября 1793 года он отплыл в Филадельфию, думая, что сможет поправить там своё здоровье. Не без приключений, он достиг своей цели, однако эпидемия, которая оказалась жёлтой лихорадкой, продолжала уничтожать эмигрантов и быстро распространилась на жителей Филадельфии. Дермонкур воспользовался отходом большого конвоя из Чесапикского залива, чтобы вернуться во Францию, и отплыл из Северной Америки 21 апреля 1794 года, прибыв в Брест 11 июня.
Помещенный на несколько дней на карантин, как и все приехавшие из-за океана, впоследствии он был отправлен в Армию побережья Бреста. Отличился при разгроме роялистского десанта на острове Киберон 11 июля. 4 октября 1795 года был в Париже и на следующий день под командой генерала Бонапарта защищал Конвент в знаменитом бою у церкви Сен-Рош.
12 апреля 1796 года стал адъютантом генерала Дюма в Итальянской армии, сражался при Риволи и Мантуе в январе 1797 года, затем участвовал в боевых действиях в Тироле. При переходе через Авизио спас жизнь адъютанта Ламбера, будущего бригадного генерала, которого унёс поток воды. Заметив, что редут, защищаемый 60 австрийцами в деревне Фавер, расположенной на полпути к побережью, мешает дивизии, он встал во главе 50 гренадеров, обошёл его с тыла и захватил. Затем он отличился при захвате моста в Ноймаркте и при взятии Больцано. Прославился при захвате с 20 драгунами в пешем строю 200-метрового моста через Айзах в Бриксене, где был тяжело ранен пулей в плечо, когда спасал генерала Дюма – за этот подвиг удостоен похвалы генерала Жубера и отмечен в рапорте главнокомандующего Бонапарта.
27 октября 1797 года определён с чином капитана в 3-й драгунский полк, и в 1798 году присоединился к Восточной армии Бонапарта. Принял участие в Египетской экспедиции, сражался при Мон-Таборе и Назарете. Отличился в сражении 25 июля 1799 года при Абукире, где после гибели полковника Дювивье, возглавил полк, был сильно контужен пулей в грудь и ранен в левую лодыжку, но не оставил командования вплоть до прибытия начальника штаба кавалерии генерала Мюрата полковника Руаза. После победы по приказу главнокомандующего доставил в Александрию секретные депеши для генерала Мармона и контр-адмирала Гантома. Свою миссию он выполнил, несмотря на неоднократные атаки арабов. 20 марта 1800 года отличился в сражении при Гелиополисе, где спас генерала Клебера. Также отличился при взятии Каира. 23 июня 1800 года произведён генералом Мену в командиры эскадрона, и зачислен в 14-й драгунский полк. 8 марта 1801 года был ранен пулей в горло при отражении британского десанта в Абукире, но не оставил командование, собрал свой полк и с большой энергией поддержал отступление основных сил.
После возвращения во Францию утверждён Первым консулом 6 марта 1802 года в чине командира эскадрона и 4 июня 1802 года определён в 22-й кавалерийский полк. 7 февраля 1803 года переведён в 21-й драгунский полк, а 15 декабря 1803 года произведён в майоры с назначением в 11-й кирасирский полк полковника Фуле.
5 апреля 1807 года произведён в полковники, и был назначен командиром 1-го драгунского полка, во главе которого участвовал в Польской кампании, отличился в сражениях при Гейльсберге и Фридланде. В конце битвы Император вызвал к себе Сопранси, адъютанта маршала Бертье: «Идите и скажите полковнику 1-го полка, что я доволен им». С 1808 по 1811 год сражался в Испании в составе дивизии Латур-Мобура. Его действия у Таррагоны в декабре 1808 года являются одним из самых красивых боевых подвигов французской армии в Испании. Отличился в сражении при Уклесе. 28 июля 1809 года ранен пулей в правое бедро в сражении при Талавере, где он командовал всей бригадой. Вынужденный прервать свою службу, он возобновил её в октябре и 29 декабря 1809 года был вновь ранен при Сьерра-Морене пулей в правое колено. 5 марта 1811 года сражался при Чиклане, где вновь проявил храбрость, активность и военный талант. 9 октября 1811 года покинул Андалусию и возвратился во Францию, где занялся в Шартре организацией 1-го полка шеволежеров-улан. 12 мая 1812 года покинул город и присоединился с полком к Великой Армии. Принял участие в Русской кампании в составе 1-й дивизии тяжёлой кавалерии, отличился в сражениях при Смоленске, Бородино и Малоярославце.
В начале 1813 года командовал маршевым полком в Майнце, присоединился к действующей армии в Баутцене, 22 мая отличился в сражении при Райхенбахе, где провёл несколько умелых атак и потерял лошадь, убитую под ним. 22 июля 1813 года был произведён в бригадные генералы. 15 августа 1813 года назначен командиром 3-й бригады 3-й дивизии лёгкой кавалерии 1-го кавалерийского корпуса, сражался при Гольдберге, Лёвенберге, Лейпциге и Ханау. 25 декабря 1813 года назначен командующим крепости Нёф-Бризах, которую оборонял от австрийцев вплоть до падения Империи.
При первой Реставрации определён 23 сентября 1814 года в 5-й военный округ, с 10 октября 1814 года по 2 января 1815 года занимал пост коменданта Нёф-Бризаха. Во время «Ста дней» присоединился к Императору и 25 марта 1815 года вновь возвратился в Нёф-Бризах в качестве коменданта. 14 апреля 1815 года женился на Эрнестине-Луизе-Жюльетте Жежер (фр. Ernestine-Louise-Juliette Geiger; 1789—), от которой имел дочь Эрнестину-Аманду (фр. Ernestine-Amanda Dermoncourt; 1813—). 26 сентября 1821 года был определён в резерв. С 1826 по 1830 годы был мэром Виденсолена. После Июльской революции 1830 года, 7 марта 1831 года возвратился к активной службе в качестве командующего департамента Верхней Луары, 24 апреля 1832 года – командующий департамента Нижней Луары, с началом лигитимистского восстания в Вандее сражался против шуанов. 6 ноября 1832 года руководил арестом герцогини Беррийской в Нанте. 1 апреля 1833 года вышел в отставку, и написал работу о попытке государственного переворота в Вандеи герцогиней Берри в 1832 году.

## Воинские звания
- Сержант (4 апреля 1792 года);
- Старший сержант (3 июля 1792 года);
- Лейтенант (19 декабря 1792 года);
- Капитан (28 декабря 1792 года);
- Командир эскадрона (23 июня 1800 года);
- Майор (15 декабря 1803 года);
- Полковник (5 апреля 1807 года);
- Бригадный генерал (22 июля 1813 года).

## Титулы
- Барон Дермонкур и Империи (фр. baron Dermoncourt et de l'Empire; декрет от 19 марта 1808 года, патент подтверждён 16 сентября 1808 года)[1].

## Награды
Легионер ордена Почётного легиона (25 марта 1804 года)
 Офицер ордена Почётного легиона (4 октября 1808 года)
 Коммандан ордена Почётного легиона (4 декабря 1813 года)
 Кавалер военного ордена Святого Людовика (17 сентября 1814 года)